# 588 v.Chr.
Het jaar 588 v.Chr. is een jaartal volgens de christelijke jaartelling.

## Gebeurtenissen

### Palestina
- Koning Nebukadnezar II valt Juda binnen en belegert Jeruzalem om de opstandige vazal Zedekia te bestraffen.

### Griekenland
- De Griekse kolonie Apollonia in Illyrië wordt door kolonisten van Korfoe en Korinthe gesticht.
- Philippus wordt benoemd tot archont van Athene.